# 東京工業塗装協同組合
東京工業塗装協同組合（とうきょうこうぎょうとそうきょうどうくみあい、略称：工塗東京（こうととうきょう））は、東京において金属塗装業者によって組織された事業協同組合。

## 目的と組合員資格
中小企業等協同組合法によって定められており、金属塗装技術の増進と金属塗装業者の経済的・社会的地位の向上を図るための協同組織とされている。組合員は、正組合員と賛助組合員とに分かれる。正組合員資格は関東に本社を置く工業塗装を主に各種塗装を行なっている業者となっている。
これに対して、塗装業を営むために必要な資材などを供給する事業者が理事会の許可を経て出資金・組合費を納入することにより賛助組合員となることができる。

## 事業内容
その事業内容は年4回の全体会議にて塗装業界の現状や環境問題などの情報の伝達や各省庁への提言書作成などを行い、組合員により組合員が営むモデル工場の見学会の実施も同時に行っている。
また、金属塗装作業の技能検定実技試験（厚生労働大臣認定）の実施や労働安全衛生法に基づく乾燥設備作業主任者技能講習並びに終了試験の実施、危険物取扱主任者並びに公害防止管理者講習会、職業訓練指導員試験などの資格講習会の開催を行っている。

## 組織
- 理事会
  - 技術委員会
  - 企画委員会
  - 青年部会
- 各支部
  - 中央支部
  - 足立支部
  - 城東支部
  - 城南支部
  - 東都支部
  - 東京支部

## 役員
理事長
- 林正明　（株式会社林塗装工業所）

副理事長
- 渡辺昌俊　（東京塗装工業株式会社）
- 窪井要　（有限会社久保井塗装工業所）

専務理事
- 神尾重光　（株式会社優工社）

会計担当理事
- 林保之　（亜細亜電装株式会社）

理事相談役
- 山崎秀雄　（有限会社山崎塗装工業）

理事
- 阪本範行　（阪本塗装工業株式会社）
- 花井利幸　（美巧金属塗装株式会社）
- 小林勝彦　（株式会社ロイヤルコート）
- 小川琢也　（小川金属塗装有限会社）
- 吉川孝　（有限会社日の出塗装工業所）
- 関根辰昭　（旭塗装工業株式会社）
- 鈴木宏育　（有限会社鈴木塗装工業所）

監事
- 神尾武司　（株式会社優工社）

（平成24年5月26日に役員改選が行われた。）

## 関連団体
- 日本工業塗装協同組合連合会